# Royaume de Karagwe
Pour les articles homonymes, voir Karagwe.

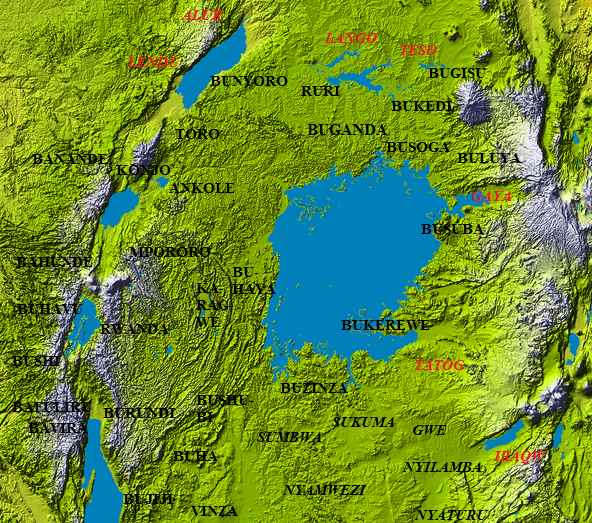
Carte des royaumes des Grands Lacs au XIXe siècle, avec le Karagwe au centre-ouest.

Le Karagwe est un ancien petit royaume d'Afrique de l'Est situé près du lac Victoria, au nord-ouest de l'actuelle Tanzanie, qui a atteint son apogée au XIXe siècle. Avec le Buganda, l'Ankolé, le Bunyoro, le royaume du Rwanda et celui du Burundi, c'était l'un des États interlacustres interdépendants de l'Afrique des Grands Lacs. Carrefour d'échanges du fait de sa situation géographique, il était également renommé pour son travail du fer.

Karagwe est devenu le nom d'une subdivision administrative de la région de Kagera, le district de Karagwe (en).

## Histoire
Les travaux linguistiques et les découvertes archéologiques suggèrent une occupation du territoire à partir du début du IIe millénaire, avec une place croissante de l'élevage du bétail grâce aux cultures de céréales.
Le royaume de Karagwe, également connu sous le nom de Bunyambo, aurait été fondé vers 1450 par Ruhinda I.

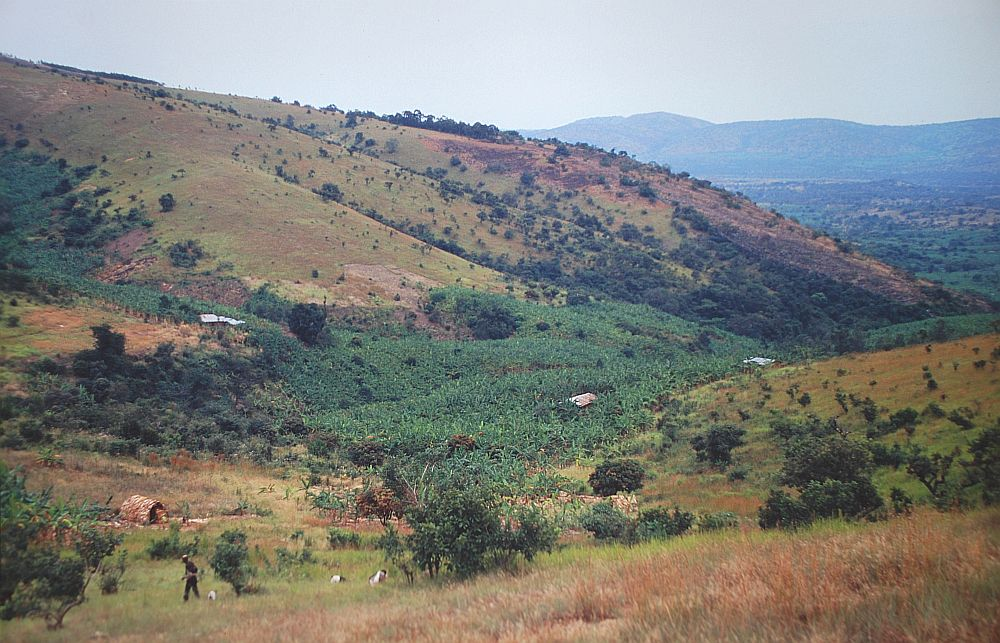
Paysage du Karagwe (1999).

Il est relativement prospère sous le règne de Rumanyika I (1835?-1878), mais la route empruntée par les commerçants swahili souffre des conflits régionaux et décline après la mort du roi. Son successeur, Kayenje, ne règne que deux ans, le royaume sombre dans les guerres de succession et l'insécurité s'installe. En 1885, l'instauration de l'Afrique orientale allemande, quoique rétablissant une forme de sécurité, remet en cause l'autonomie des petits royaumes, qui sont absorbés lorsque, devenus indépendants, le Tanganyika et Zanzibar fusionnent pour former la Tanzanie contemporaine (1964).

## Économie
La localisation du royaume, au carrefour des routes commerciales reliant l'intérieur du pays à la côte et au reste de l'Afrique orientale, lui a conféré de longue date une importance stratégique.

L'agriculture y a joué un rôle central, mais de nombreux habitants étaient éleveurs de bétail. Les vaches constituaient alors un signe de richesse et de pouvoir, comme en témoignent certaines productions artistiques.

Les sites de fonte figurent parmi les plus anciens d'Afrique de l'Est et la ferronnerie y était une occupation majeure jusqu'aux années 1940.

## Trésor royal

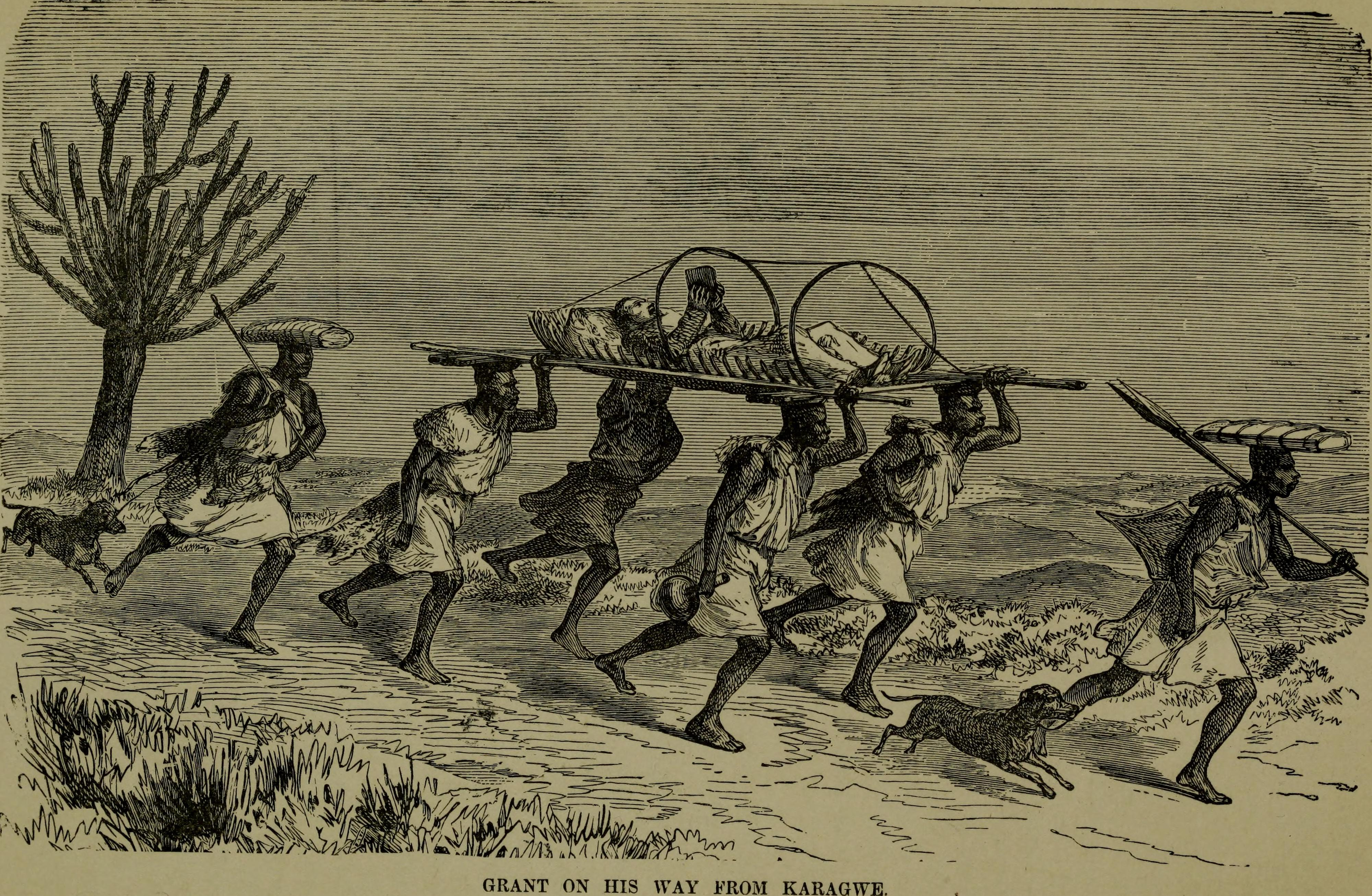
« Grant on his way from Karagwe » (grav. 1900).

Les premiers Européens signalés pour avoir pénétré au Karagwe en 1861 sont l'Anglais Speke et l'Écossais Grant. Ils sont fort bien accueillis par le roi Rumanyika (Roumanika) qui leur montre sa 
collection d'objets. Ils font un schéma de la maison et de la plupart des pièces, qu'ils intitulent « Treasure House. Arms and treasure of Rumanyika ». 

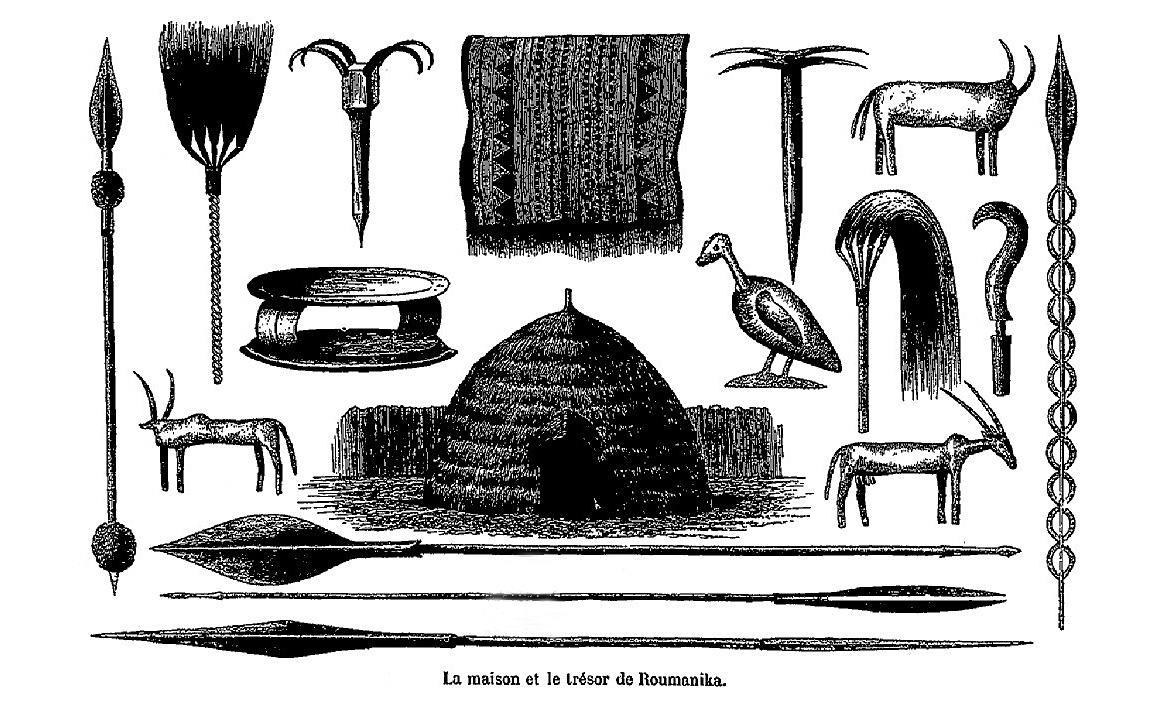
« La maison et le trésor de Roumanika » (H. M. Stanley.)

En 1876, un autre explorateur britannique, Stanley, se rend à Bweranyange, la capitale du Karagwe. Impressionné à son tour par la « maison des trésors », il décrit en détail les nombreux objets qui se trouvent dans le véritable musée que le roi Rumanyika a aménagé dans une case ronde. Il remarque notamment, à l'extérieur, cinquante-deux énormes tambours dont il imagine le bruit assourdissant. Il fait aussi des croquis de plusieurs objets qui sont reproduits dans son ouvrage À travers le continent mystérieux (Through the Dark Continent), publié en 1879 dans sa version française.
Dans l'intervalle une collection de plus d'une centaine de ces objets en fer (supports, lances, marteaux-enclumes, sculptures bovines) et autres insignes royaux ont été étudiés. Ces pièces ont probablement été confectionnées par les forgerons du royaume au XIXe siècle, mais la tradition de trésors royaux constitués d'objets en fer date de plusieurs siècles dans la région (Rwanda, Ouganda). Le prédécesseur de Rumanyika, le roi Ndagara qui régna de 1820 à 1855, aurait lui-même forgé quelques éléments de ce trésor.
Formés de tiges de fer finement tressées, plusieurs supports, emblèmes et lances témoignent du savoir-faire des forgerons, que Stanley avait déjà remarqué, décrivant ces « lances magnifiques », dont parfois « la hampe se composait de baguettes de fer curieusement entrelacées ».
Une douzaine de sculptures bovines sont considérées comme les chefs-d'œuvre du trésor. Elles portent de grandes cornes tournées vers le haut ou vers le bas. Une radiographie réalisée par Hamo Sassoon a montré qu'elles avaient été soudées à partir de six tiges de fer différentes, dotées chacune d'une extrémité évasée et d'une autre pointue. On leur prêtait des vertus thérapeutique (dawa).

Art du fer au Karagwe.
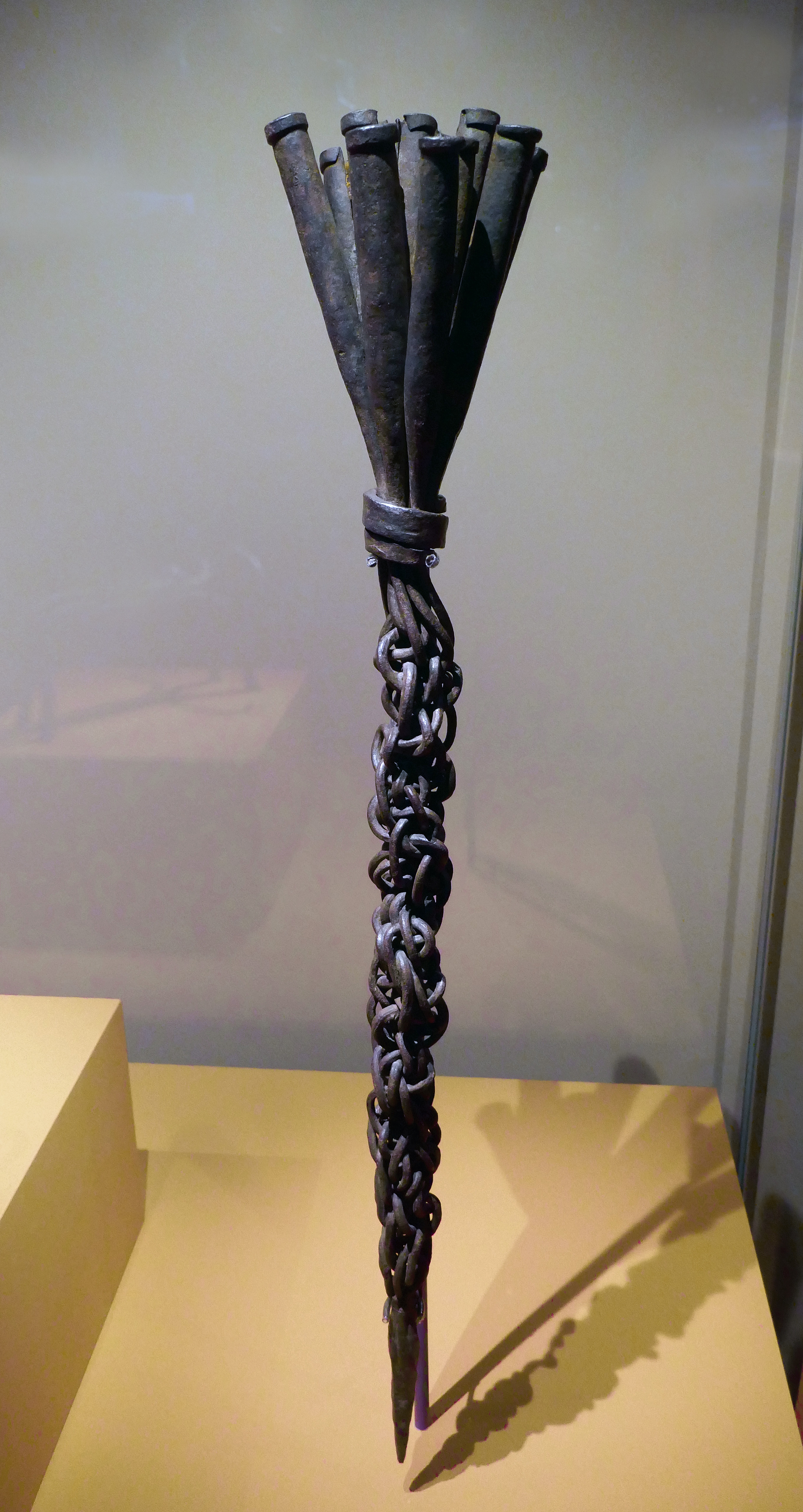
Emblème royal[12].
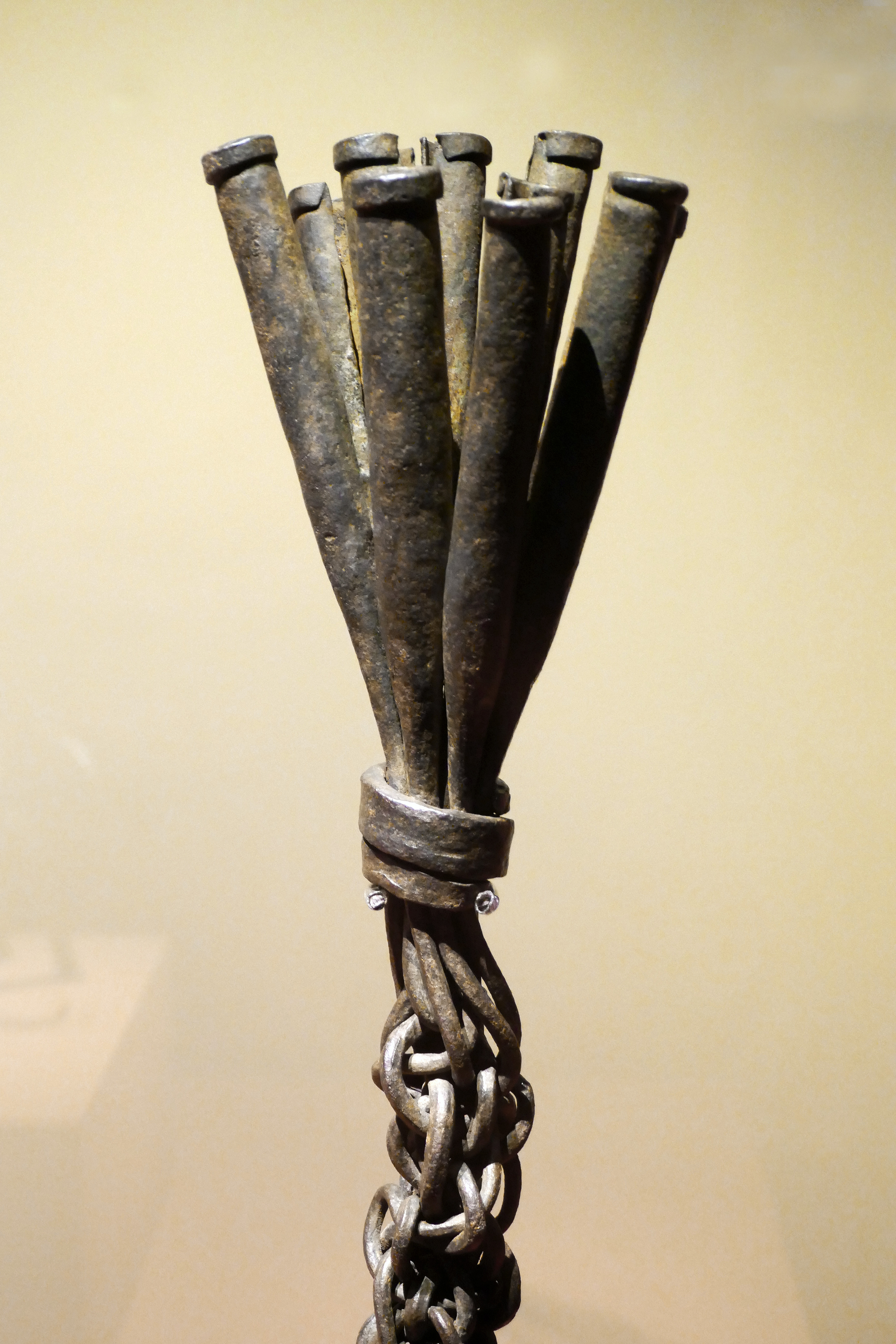
Emblème royal (détail[12]).
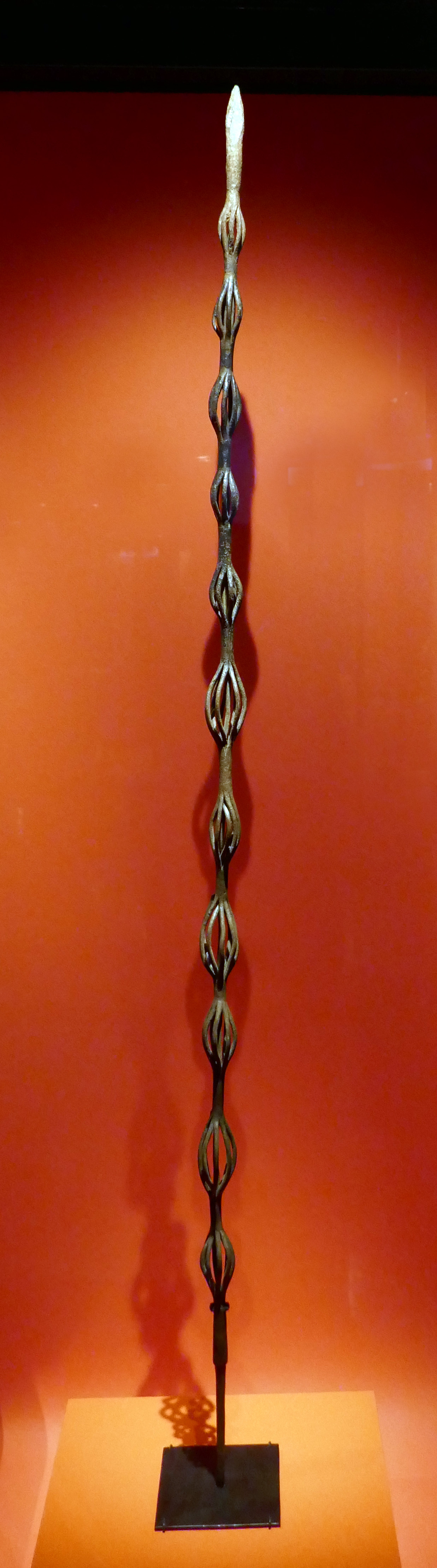
Bâton/lance.
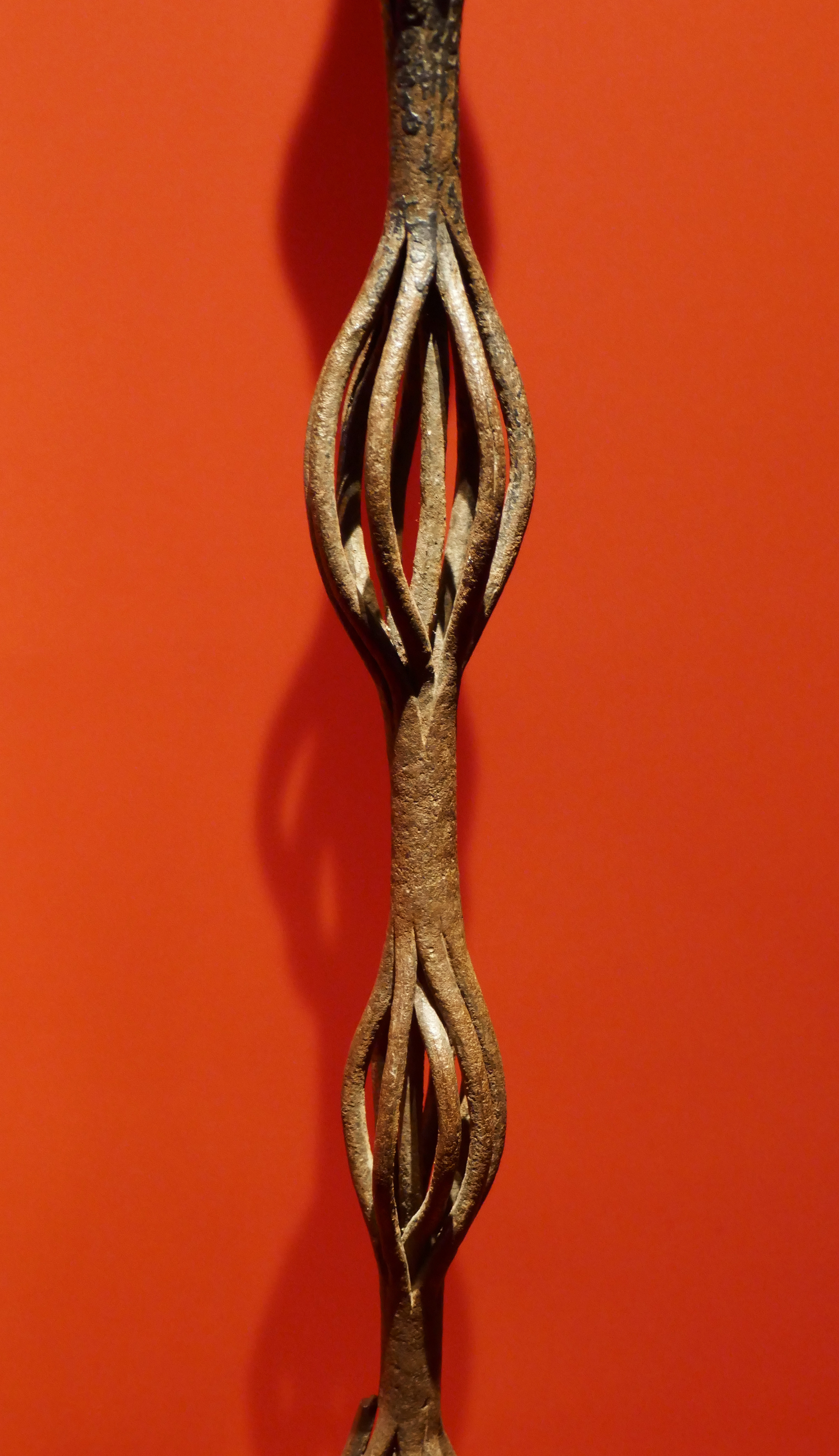
Bâton/lance (détail).
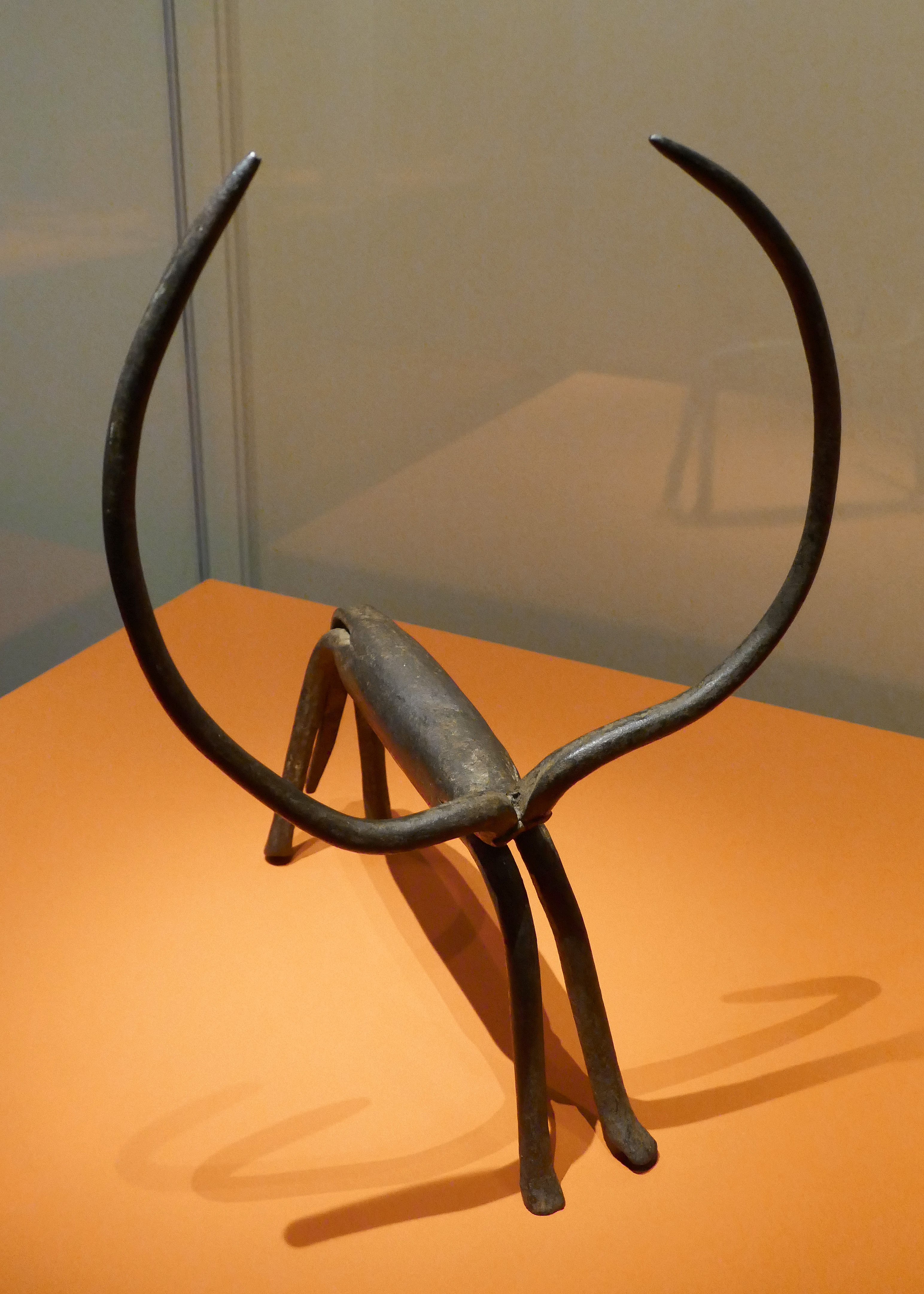
Figure bovine.
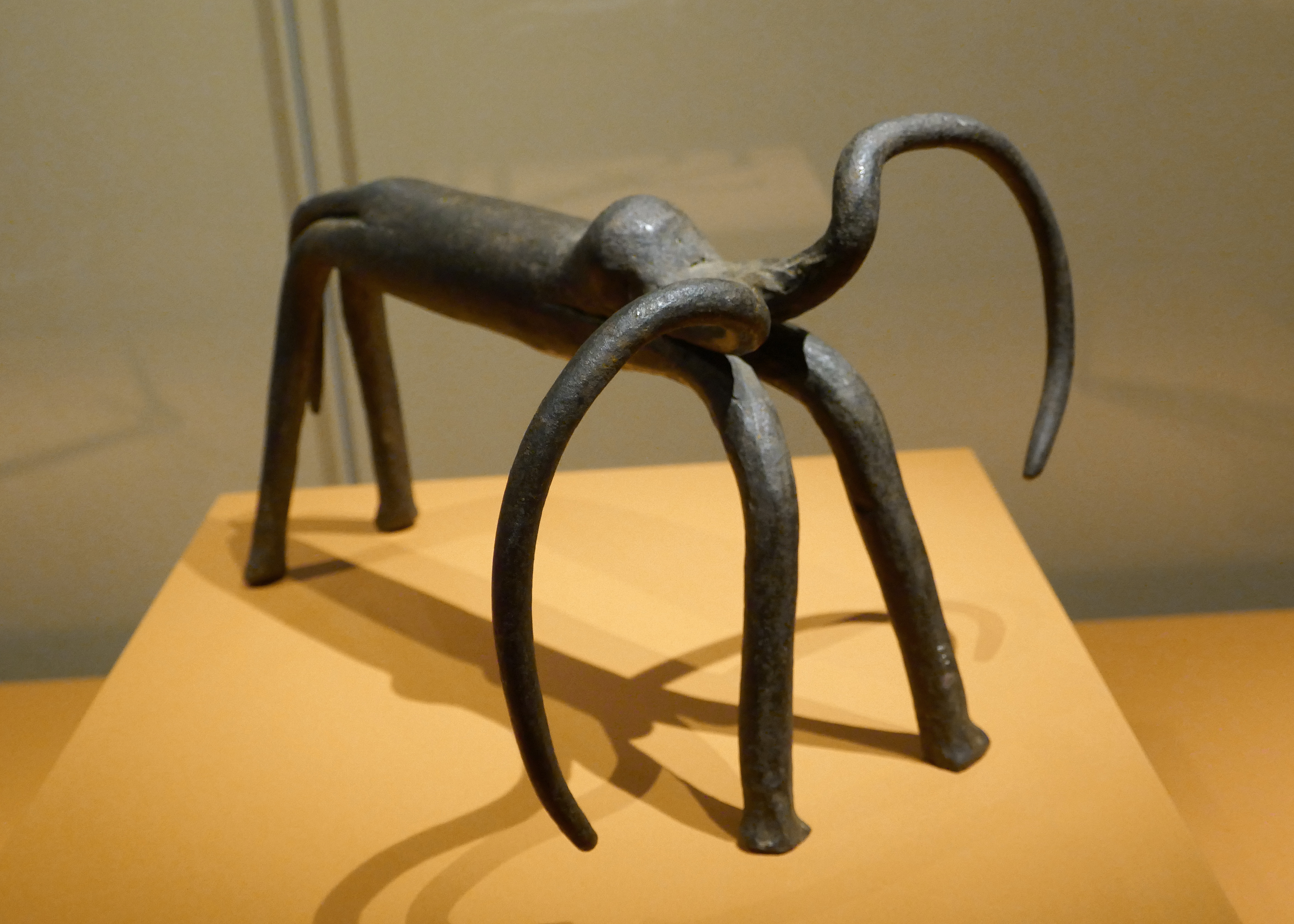
Figure bovine.

Agriculture, élevage bovin et métallurgie, étroitement liés, sont présents dans les rituels royaux, montant ainsi leur importance au cœur de l'État.